# Емін Алі Паша (станція метро)
40°57′38″ пн. ш. 29°05′37″ сх. д. / 40.960668359044° пн. ш. 29.093550522344° сх. д.
Емін Алі Паша (тур. Emin Ali Paşa) — проміжна метростанція на лінії М8 Стамбульського метро.  
Станція розташована у мікрорайоні Бостанджи, Кадикьой, Стамбул, Туреччина.
Станцію було відкрито 6 січня 2023

Конструкція: пілонна станція з укороченим центральним залом (глибина закладення — 31 м) типу горизонтальний ліфт
Пересадки
- Автобуси: 2, 17, 17L, 252;
- Маршрутки: 
  - Кадикьой - Пендік

| Попередня станція | Лінія | Лінія                           | Лінія | Наступна станція       |
| ----------------- | ----- | ------------------------------- | ----- | ---------------------- |
| Бостанджи кінцева |       | M8 (Стамбульський метрополітен) |       | Айшекадин до Парселлер |